# Arno Kraus (mladší)
Arno Kraus (22. června 1921 Žižkov – 12. září 1982 Praha) byl český diplomat, básník a prozaik.

## Život
Narodil se na Žižkově u Prahy, kde do pěti let vyrůstal s matkou a jejími rodiči v pavlačovém domě. Jeho otec byl překladatel a spisovatel Arno Kraus starší (1895-1975). Matka mu v pěti letech zemřela a on strávil několik let v sirotčinci.
V roce 1939 maturoval na gymnáziu v pražské Libni. Po maturitě nastoupil na Vysokou školu zemědělského inženýrství. Pro uzavření českých vysokých škol nacisty v témže roce dokončil studia až v roce 1947, kdy získal titul ing. Mezitím pracoval jako lesní dělník a účetní, před ukončením činnosti nakladatelství Antonín Dědourek v roce 1948 s ním, spolu se svým otcem Arno Krausem st., spolupracoval. V Zemědělských novinách byl v období 1947-1952 vedoucím nejprve zemědělské později i dětské rubriky.
Od roku 1952 pracoval jako diplomat, nejprve jako kulturní attaché; působil v Rumunsku a Bulharsku. V letech 1961-1965 byl zástupcem velvyslance v Itálii. V období 1968-1970 pracoval v téže funkci na československém velvyslanectví v Bulharsku. Od roku 1972 do předčasného odchodu do důchodu ze zdravotních důvodů v roce 1980 pracoval ve Svazu českých dramatických umělců, nejprve jako vedoucí tajemník, od roku 1978 jako ústřední tajemník Svazu.

### Rodinný život
Arno Kraus byl ženat s Emilií, roz. Linhartovou; křestní jméno Arno podědil i jeho syn a vnuk.

## Dílo

### Příspěvky do tisku
Svými verši, sloupky a jinými texty přispíval do řady deníků a jiných periodik. Byl členem redakční rady časopisu Českého svazu dramatických umělců Scéna.
Proti Chartě 77 vystoupil článkem Neboť my jsme hospodáři ve své zemi.

### Próza
- Černá spravedlnost (Tři příběhy z Afriky, kresba proti titulnímu listu od Jiřího Bradáčka], Třebechovice pod Orebem, Antonín Dědourek, 1946)
- Pohádka o Červené Karkulce (kresby Rosa Servítová, Ostrava, Praha, Josef Lukasík, 1946)
- Dívka od řeky Natchez (Na námět románu Charlese Sealsfielda Legitimní a Republikáni upravil Arno Kraus, ilustroval Jan Javorský, Praha, Olympia, 1973)[p 2]
- Na startu je delfín (Příběh mladého sportovce, ilustrace Svatopluk Sulek, Praha, Olympia, 1975)
- Legální únos (Praha, Magnet, 1977)
- Stín zmizelého Berta (Praha, Magnet, 1978)
- Na startu je delfín - Honza jede naplno (Přepracovaný román Na startu je delfín, ilustrace Josef Žemlička, Praha, Olympia, 1979)
- Vyhlaste poplach (Ilustrace Miroslav Havlíček, Praha, Naše vojsko, 1980)

### Básnické sbírky
- Džbán s pěnou slunce (Verše z let 1939-1945, Praha, Práce, 1946)
- Balvan s cesty (Praha, Československý spisovatel, 1951)

Po více než dvacetiletém odmlčení od sbírky Balvan s cesty počal znovu vydávat verše v sedmdesátých letech 20. století:
- Vlaštovčím křídlem (básnická sbírka, ilustrace Jaroslav Lukavský, Praha, Práce, 1973)
- Docela prostě (Praha, Československý spisovatel, 1975)
- Se svěží snítkou bezu (Praha, Práce, 1975)
- Než dokvete vřes (ilustrace Jaroslav Lukavský, Praha, Práce, 1978
- Pohladit růži (Praha, Československý spisovatel, 1979)
- Z kořínků trav (Sbírka básní, Praha, Mladá fronta, 1980)
- Tichá vyznání (Výbor z poezie, vybrala, uspoř. a ediční pozn. naps. Jaromíra Nejedlá, Praha, Československý spisovatel, 1981)
- Já, jeden z vás (Výbor z poezie, úvod napsal Bořivoj Kopic, ilustroval Jaroslav Lukavský, Praha, Práce, 1982)
- Křesání ohně (Výbor básní, ilustrace Jiří Karmazín, Praha, Práce, 1983)

### Dramatická díla
- Vysoké nebe (Hra o 2 dílech, autoři Arno Kraus a Hynek Matuška, Praha, Dilia, 1976)
- Dáma s kaméliemi (Dramatická báseň dle Alexandra Dumase ml., doslov Milan Cikánek, Praha, Dilia, 1978)[p 3]

### Překlady
- A s každým jarem znovu přijdou květy (výbor z poezie, autor Pavel Matev, z bulh. orig. přel. Arno Kraus, il. Jiří Mareš, Praha, Práce, 1975)
- Odsouzené duše (Autor Dimitr Dimov, Osudeny duši, z bulh. přel. Arno Kraus, Praha, Dilia, 1975)
- Království šťastných smolařů (veršovaná pohádka, Sofija 1976, + Rano Bosilek)
- Odsouzené duše (hra o 2 dějstvích, autor Dimitr Dimov, zdramatizoval Christo Ganev, z bulh. orig. přel. Arno Kraus, Praha, Dilia, 1975; v roce 1970 uvedl Československý rozhlas[8])
- Slovo o Povstání - Poéma o Slovenském nár. povstání (Autor Miro Procházka, ze slovenštiny přebásnil Arno Kraus, Praha, Dilia, 1979)

### Díla se sporným autorstvím (otec/syn)
U některých děl je na titulní stránce a v literatuře jako autor uváděn Arno Kraus ml. Dle Lexikonu české literatury se jedná o společná díla otce a syna:
- Perníkový drobeček (ilustroval Jaromír Hofmann, V Praze, Rudolf Kmoch, 1946)
- Případ sestry Marie (dívčí román z 2. světové války, Třebechovice p. O., Antonín Dědourek, 1946)
- O potrestaném Chlubílkovi (ilustroval Josef Paukert, Praha, Odeon, 1947)
- Tři mušketýři až do smrti (převyprávění románového souboru Alexandra Dumase st., ilustroval Zdeněk Müller, Litoměřice-Pax, František Hnyk, 1946)
- Vzpoura na Bounty (Il. Svatopluk Sulek, Praha, Olympia, 1976) [p 4]

### Filmografie
- 1974 Na startu je delfín (film ze sport. prostředí, námět Arno Kraus dle stejnojm. románu, režie Jaromír Borek)
- 1976 Běž, ať ti neuteče (námět a scénář Arno Kraus, režie Stanislav Strnad, hlavní role Zdeněk Hradilák a Marie Drahokoupilová)[p 5]
- 1980 Start (TV seriál podle přeprac. rom. Na startu je delfín - Honza jede naplno, scénář Arno Kraus, režie Petr Tuček, hlavní role Marie Drahokoupilová, Karel Hlušička)